# ThinkPad T
O ThinkPad T trata-se de uma série de computadores portáteis, série essa lançada pela IBM em 2000. Após a transferência da divisão de computadores em 2005, eles começaram a ser desenvolvidos e distribuídos pela companhia de tecnologia Chinesa, Lenovo.

## História

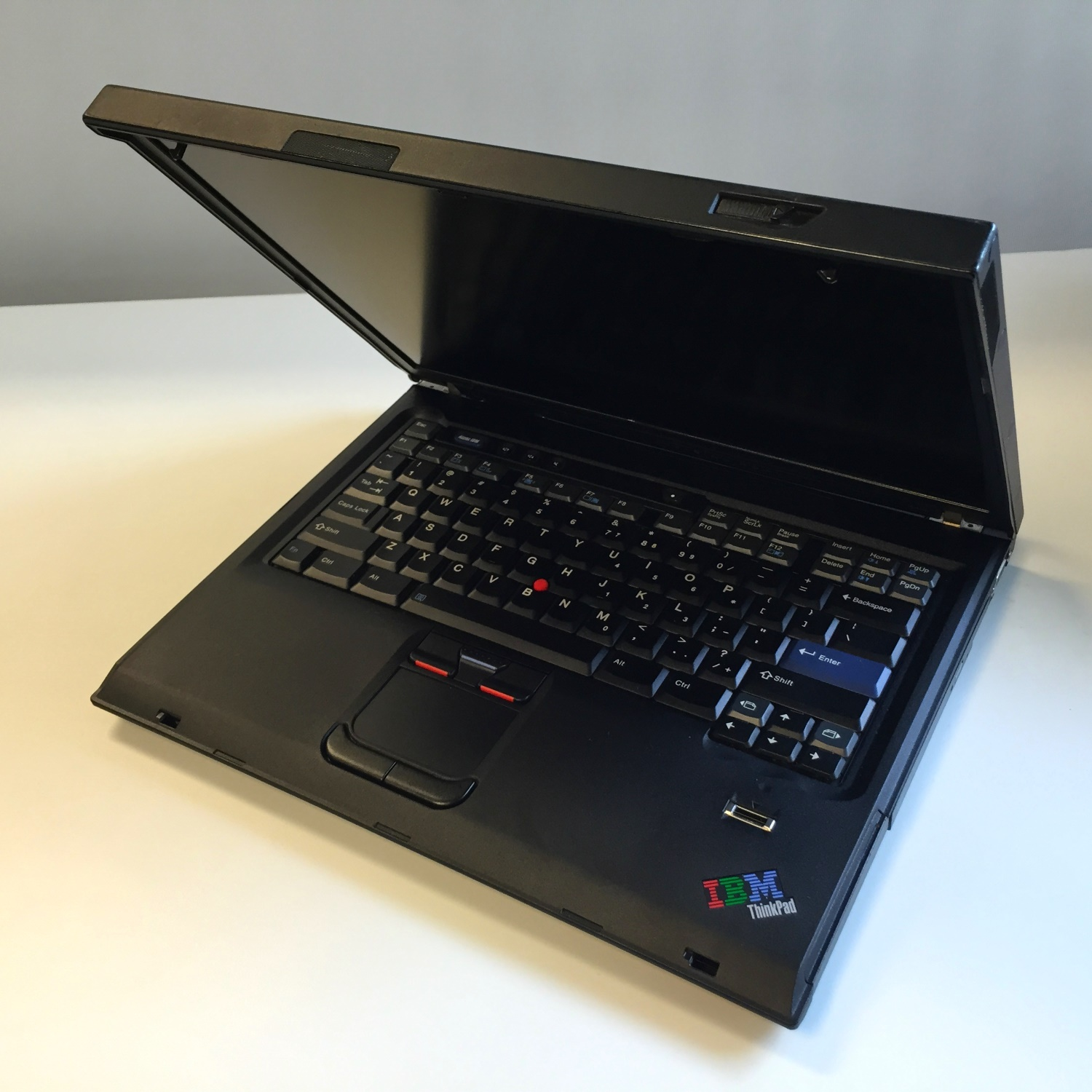
O ThinkPad T43, o último modelo a ser fabricado diretamente pela IBM.

A IBM lançou a série T como parte da marca ThinkPad em 2000. O laptop foi feito com o intuito de permitir os usuários a trabalhar com várias redes em diferentes ambientes. Isso resultou no desenvolvimento do IBM Embedded Security Subsystem. Desde quando foi lançado, a série foi desenvolvida para balancear velocidade e mobilidade. Apesar da tela de 14.1 polegadas, semelhante com a de muitos desktops do seu tempo, sua carcaça com composto de titânio foi desenhada para deixar o peso o mais baixo possível. Os usuários podiam trocar os componentes por mobilidade, como um player de DVD, um drive de CD, ou teclados numéricos.
O ThinkPad T20 foi lançado pela IBM como um sucessor dos laptops ThinkPad 600. Apesar do peso de 2.1kg, o T20 tinha uma tela de 14.1 polegadas, fazendo-o dele o laptop mais leve que tivesse uma tela desse tamanho. Com a adição de um leitor de DVD-ROM de 8x, o peso ainda continuava baixo (2.4kg).
Em Outubro de 2000, o ThinkPad foi atualizado e lançado como o ThinkPad T21 com um processador Intel Pentium III de 800MHz. A tela de 14.1 polegadas em LCD oferecia uma alta resolução de 1400x1050. O HD contido tinha um espaço de 32GB - um grande volume para seu tempo.
O ThinkPad T30 foi lançado em Maio de 2002 contendo o processador Pentium 4-M com um chipset móvel Intel 845MP.
Versões alternativas vinham com uma ATI Mobility Radeon 7600 com 16MB de memória gráfica, um monitor LCD de 14.1 polegadas
com a resolução de 1400X1050, e 1GB de memória RAM PC2100. Isso foi complementado por um HD de 60GB e um leitor de DVD e gravador de CD, fazendo dele um laptop poderoso.
Anunciado em Março de 2003, o ThinkPad T40p se representou como o primeiro da série T da versão 'performance'. O
ThinkPad T40p oferecia uma ATI Mobility Radeon com 64MB de VRAM, um monitor LCD de 14.1 polegadas com uma resolução de 1400x1050, suportando no máximo 2GB de RAM PC2100, e um HD de 60GB. O design foi continuado no T41, T41p, T42 e T42p (Ati Mobility 7500, 9600, e Fire GL T2) com grande parcela de suas partes permutáveis, exceto pelo fan (na série normal ou p), teclado (14.1 ou 15 polegadas), tela (14.1 ou 15), e o inversor de tela.
Lançados em Abril de 2005, O ThinkPad T43 e T43p foram os últimos laptops produzidos pela IBM. Um grande passo foi a mudança para a memória que era mais barata, a DDR2, e um aumento de barramento de velocidade de 400 MHz para 533 MHz. O processador também foi o primeiro a ter o XD bit, fazendo destes os primeiros laptops que possam rodar Windows 8 e Windows 10.
Em Dezembro de 2004, a Lenovo da China anunciou a aquisição da divisão de computadores da IBM, incluindo a marca ThinkPad (durante período, 40% da divisão de computadores funcionava na China).) ThinkPads eram produzidos pela rival da Lenovo, a Great Wall Technology.
A Lenovo lançou o ThinkPad T60 e T60p em Fevereiro de 2006. Embora eram desenhados e desenvolvidos pela Lenovo, o T60 e o T60p continuavam sendo produzidos com o logotipo da IBM nas máquinas. Em Maio de 2007, O T61p e T61p começavam lentamente a vir sem o logotipo da IBM em favor do logotipo ThinkPad. Esse foi também o primeiro notebook da série T a ter uma tela widescreen como uma opção mainstream; o então tradicional padrão 4:3 também foi oferecido como uma alternativa, mas conforme o tempo passava, grande parte dos notebooks adotavam o padrão widescreen, fazendo deste o último dos ThinkPads a fazer o uso do padrão 4:3.
A convenção da nomeclatura da Série T foi alterada pela Lenovo com o lançamento do ThinkPad T400 e T500 em Julho de 2008. Os modelos Txxp (como o T61p) foram substituidos pelos laptops Série W de ThinkPads da Lenovo. Desenhados como estações de trabalho, a Série W veio para se tornar a série de laptops com foco em performance. A Série T continua sendo a série de primeira linha da Lenovo, orientada a usuários corporativos e empresariais.

## Análises
A PCWorld disse que o ThinkPad T20 "possui uma tela maior, teclas confortáveis, e uma maior quantidade de características úteis em um pequeno produto em relação ao seus competidores". O site epinions.com disse que "valeu esperar pelo" ThinkPad T20, dando uma pontução de 4.5 a 5 estrelas.
Em uma análise do ThinkPad T60, a Notebook Review chamou a Série T de laptops de "a marca registrada da marca ThinkPad", focada para usos corporativos profissionais. Algumas das características listadas pelo notebookewview.com inclui durabilidade, segurança, usabilidade e performance.
O ThinkPad T410 ganhou 4.5 de 5 estrelas pela Notebook Review quando foi lançado. A análise notou a centralização da tela, eliminado a moldura grossa por um lado e pelo outro. A análise indicou que os pontos positivos são a velocidade, durabilidade da bateria, e uma grande quantidade de entradas. The cons were minor distortions on the screen when flexed, and the high pitched fan. Os contras foram para a tela quando flexionada, e para o cooler de causa bastante barulho. A WIRED também analisou o ThinkPad T410 positivamente, dizendo que a "o ThinkPad bem pensado da Lenovo é quase que uma máquina perfeita".
O PC Advisor fez uma análise do ThinkPad 510, considerando a ausência de alterações do design tradicional uma coisa boa. Também elogiou a aparência profissional e a qualidade robusta da máquina, indicando que isso faz o laptop se destacar dos outros no mercado.
Os laptops T420 e T520 foram diferente de seus antecessores, sobretudo devido um upgrade para os processadores Sandy Bridge da Intel. O T420 recebeu uma pontuação total de 85% no site Notebook Check. A redução no ruído foi notavelmente reduzida, como foi indicado por um crítico do PCWorld. A Série T de Laptops, o T420, T420s, e o T520 foram elogiados pela duração da bateria – mais de 30 horas com uma bateria de 9 células.